# 光叶拟单性木兰
光叶拟单性木兰（学名：Parakmeria nitida），为木兰科拟单性木兰属下的一个植物种。